# Alternaria alternata
Alternaria alternata ist ein Pilz aus der Gattung Alternaria. Die Art ist ein weit verbreiteter Zersetzer (Saprophyt) organischer Materialien im Boden. Darüber hinaus kann er als Schwächeparasit auf zahlreichen Wild- und Kulturpflanzen auftreten oder als Schimmelpilz Baustoffe und Wohnräume besiedeln. Als Pathogen ist er z. B. bei Kartoffeln (Sprühfleckenkrankheit) oder Getreide (Schwärzepilze) relevant.

## Biologie
Alternaria alternata vermehrt sich, wie alle Arten der Gattung Alternaria, ausschließlich asexuell. Das Myzel bildet septierte Konidienträger einzeln oder in kleinen Gruppen aus, die etwas kürzer und dünner als bei A. solani sind. Die Konidien bilden sich in langen, teilweise verzweigten Ketten, sind durch Melanin-Einlagerungen dunkel gefärbt und haben einen kurzen Schnabel, der höchstens ein Drittel so lang wie die Spore selbst ist. Ihre Form ist birnenförmig. In jeder Konidie befinden sich maximal acht querlaufende und mehrere längslaufende Septen.

## Der Pilz als Haushaltsschimmel
Wie viele andere Saprophyten kann Alternaria alternata als „Schimmel“ Schäden in Gebäuden anrichten. Er ist einer von vielen Pilzen, die Lebensmittel, Textilien, und Tapeten (Wandschimmel) befallen. Die dabei freigesetzten Schimmelpilzgifte (Mykotoxine) können Allergien und Gesundheitsschäden hervorrufen. A. alternata bildet unter anderem Tenuazonsäure, Altenuen, Tentoxin und Alternariol.

## Schwärzepilz auf Getreide
An Getreide tritt der Erreger, im Zusammenspiel mit anderen Pilzen wie Cladosporium oder Epicoccum, als sogenannter Schwärzepilz in Erscheinung. Diese befallen keine vitalen Pflanzen, sondern besiedeln abgestorbene bzw. abgereifte Teile, wo sie sich von dem bereits toten Gewebe ernähren. Deutliche Symptome sind eine Schwarzfärbung (Schimmel) betroffener Bereiche. Die schädigende Wirkung besteht in erster Linie in der Bildung von Schimmelpilzgiften, die ins Erntegut gelangen können und so dessen Qualität herabsetzen. Schwärzepilze werden mit gezielten Fungizideinsätzen bekämpft.

## Sprühfleckenkrankheit an Kartoffeln
A. alternata tritt an Kartoffeln oft gemeinsam mit der eng verwandten Art Alternaria solani auf, die die symptomatisch sehr ähnliche Dürrfleckenkrankheit auslöst. In der Literatur werden beide Erreger meist gemeinsam unter dem Oberbegriff „Alternaria-Krankheit an Kartoffeln“ behandelt.
Der Erreger ist bereits seit Jahrzehnten als Pathogen an Kartoffeln bekannt. Ernsthafte Schäden durch ihn und A. solani treten in Deutschland aber erst etwa seit Beginn des 21. Jahrhunderts auf. Etwa seit 2010 (in NRW) werden in Deutschland großflächige Monitoring-Projekte und Laboranalysen zur Unterscheidung beider Pathogene durchgeführt.
Beide Erreger haben ähnliche Temperaturansprüche und Entwicklungszyklen. Sie werden im konventionellen Pflanzenanbau meist über die Standardbehandlung gegen die Krautfäule mit bekämpft.

### Symptome
Typisches Symptom der Krankheit sind sehr zahlreiche, winzig kleine (maximal 5 mm) schokoladenbraunen Nekrosen auf den Blättern (Sprühflecken), die nach ihrer Entstehung kaum wachsen. Bei starkem Befall wird die Blattmasse über die große Anzahl der Flecken zerstört. Die Flecken sind rund bis eckig und stets deutlich vom gesunden Gewebe abgegrenzt. Die für A. solani typischen konzentrischen Ringstrukturen sind wegen der geringen Fläche der Flecken kaum erkennbar. 
Die Anfälligkeit der Kartoffeln für A. alternata ist stark sortenabhängig. Da die Krankheit oft bereits im Frühsommer einsetzt, hat sie für alle Reifetermine ein Schadpotential.

### Abgrenzung zur Dürrfleckenkrankheit
A. alternata und A. solani sind oft eng vergesellschaftet und treten häufig gleichzeitig auf. Die Symptome sind ebenfalls sehr ähnlich, weshalb für eine genaue Unterscheidung eine Laboranalyse notwendig ist. Im Feld lassen sich die beiden Arten allerdings auf Grund einiger Merkmale trennen: Die Dürrfleckenkrankheit tritt allgemein später auf. Der Hauptinfektionszeitraum beginnt abhängig von der Witterung meist ab Ende August und somit bis zu acht Wochen nach dem Befallsbeginn von A. alternata (ab Ende Mai/Anfang Juni). Außerdem bilden sich bei Infektionen durch A. solani eher einige größere Blattflecken (bis 2 cm) statt sehr vieler kleiner. A. alternata befällt nicht die Kartoffelknollen, hat aber einen wesentlich größeren Wirtspflanzenkreis als A. solani, die vor allem auf Arten der Nachtschattengewächse beschränkt ist.

## Forschung
Der Extrakt von Alternaria alternata zeigt in vitro eine antibakterielle Wirksamkeit.